# Emina Jahović
Emina Jahović Sandal (Szerbia, Jugoszlávia, 1982. január 15. –) szerb származású jugoszláv énekes, színésznő és modell.
2008 óta Törökországban él. Férje Törökország egyik legsikeresebb és leghíresebb énekese Mustafa Sandal. Jelenleg egy török tv-sorozatban a Lale Devriben szerepel. Világszerte ismert énekesnő, különösen a balkáni országokban, mint Szerbia, Bosznia-Hercegovina, Montenegró, Horvátország, Macedónia és Albániában ismert. Törökországban Emina Turkcanként ismerik, bátyja a híres török kosárlabdázó révén.

## Diszkográfia

### Albumok
- Tačka (2002)
- Radije ranije (2005)
- Exhale - Maxi CD (2008)
- Pile moje (2009)
- Vila (2009)

### Kislemezek
- Tačka (2002)
- Osmi DAN  (2002)
- Uzalud se budim(2003)
- Tvoja greška (2005)
- Da l' ona zna (2006)
- Nije vise tvoja stvar (2006)
- Pola ostrog noza (2006)
- Cool Žena (2007)
- Exhale (2008)
- Još ti se nadam feat. Saša Kovačević (2008)
- Pile Moje (2009)
- Med feat. Dino Merlin (2009)
- Ti kvariigro (2010)